# Sunsari

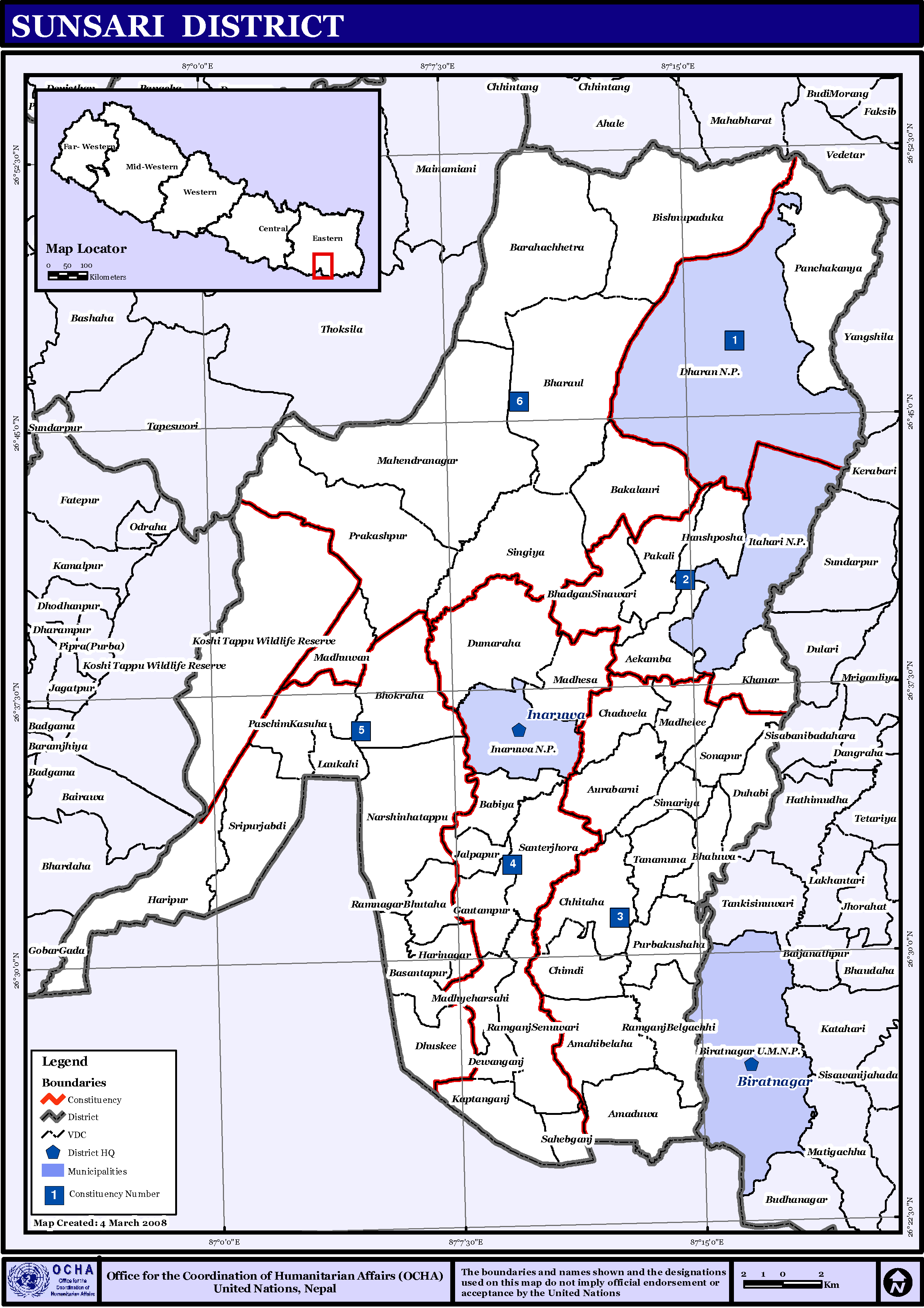
Kaart van Sunsari

Sunsari (Nepalees: सुनसरी) is een van de 75 districten van Nepal. Het district is gelegen in de  bestuurlijke zone Kosi en de hoofdplaats is Inaruwa.

## Stedenendorpscommissies[2][3]
- Stad: Nepalees: nagarpalika of N.P.; Engels: municipality;
- Dorpscommissie: Nepalees: panchayat; Engels: village development committee of VDC.

- Steden (3): Dharan, Inaruwa, Itahari (of: Ithari).
- Dorpscommissies (49): Aekamba (of: Ekamba), Amaduwa, Amahibelaha (of: Amahibela), Aurabarni (of: Aurabani), Babiya, Bakalauri, Barahachhetra, Basantapur, Bhadgau Sinawari (of: Bhadgaun Sinawari, of: Bhadgaun Sinubari), Bhaluwa, Bharaul, Bhokraha, Bishnupaduka (of: Bishnu Paduka), Chadwela (of: Chandwela, of: Chandbela), Chhitaha, Chimdi (of: Chimadi), Dewanganj, Dhuskee/Ghuski (of: Ghuskee, of: Ghuski), Duhabi, Dumaraha (of: Dumraha), Gautampur, Hanshposha (of: Hansaposa, of: Hansposa), Harinnagar (of: Harinagara), Haripur (of: Shri Haripur), Jalpapur, Kaptanganj, Khanar, Laukahi, Madhelee (of: Madheli), Madhesa, Madhuwan (of: Madhuban), Madhyeharsahi (of: Madhyaharshahi, of: Madhyaharsahi), Mahendranagar (of: Mahendra Nagar), Narshinhatappu (of: Narsinghatappu), Pakali, Panchakanya, Paschum Kasuha (of: Pashchim Kushaha, of: Paschim Kusaha), Prakashpur, Purbaushana (of: Purbakushaha, of: Purba Kusaha), Ramganj Belgachhi, Ramganj Senuwari (of: Rajganj Sinuwari), Ramnagar Bhutaha, Sahebganj, Santerjhora (of: Saterjhoda, of: Satterjhora), Simariya, Singiya, Sonapur, Sripurjabdi (of: Shripur Jabdi), Tanamuna (of: Tanmuna).

Achham · 
Arghakhanchi · 
Baglung · 
Baitadi · 
Bajhang · 
Bajura · 
Banke · 
Bara · 
Bardiya · 
Bhaktapur · 
Bhojpur · 
Chitwan · 
Dadeldhura · 
Dailekh · 
Dang · 
Darchula · 
Dhading · 
Dhankuta · 
Dhanusa · 
Dolkha · 
Dolpa · 
Doti · 
Gorkha · 
Gulmi · 
Humla · 
Ilam · 
Jajarkot · 
Jhapa · 
Jumla · 
Kailali · 
Kalikot · 
Kanchanpur · 
Kapilvastu · 
Kaski · 
Kathmandu · 
Kavrepalanchok · 
Khotang · 
Lalitpur · 
Lamjung · 
Mahottari · 
Makwanpur · 
Manang · 
Morang · 
Mugu · 
Mustang · 
Myagdi · 
Nawalparasi · 
Nuwakot · 
Okhaldhunga · 
Palpa · 
Panchthar · 
Parbat · 
Parsa · 
Pyuthan · 
Ramechhap · 
Rasuwa · 
Rautahat · 
Rolpa · 
Rukum · 
Rupandehi · 
Salyan · 
Sankhuwasabha · 
Saptari · 
Sarlahi · 
Sindhuli · 
Sindhulpalchok · 
Siraha · 
Solukhumbu · 
Sunsari · 
Surkhet · 
Syangja · 
Tanahu · 
Taplejung · 
Terhathum · 
Udayapur